# Louise Harel
Pour les articles homonymes, voir Harel.
Louise Harel, née le 22 avril 1946 à Sainte-Thérèse-de-Blainville, est une femme politique québécoise, ancienne députée à l'Assemblée nationale du Québec, présidente de cette assemblée, chef de l'opposition et chef de son parti par intérim, et plusieurs fois ministre sous différents gouvernements du Parti québécois. Élue pour la première fois à l'élection de 1981, elle a siégé comme députée jusqu'en 2008.
Le 3 juin 2009, elle annonce sa candidature à la mairie de Montréal, sous la bannière de Vision Montréal. Elle a été cheffe de l'Opposition officielle de la Ville de Montréal de 2009 à 2013. 
Son fonds d'archives est conservé au centre d'archives de Montréal de Bibliothèque et Archives nationales du Québec.
Elle est la sœur cadette de Pierre Harel, acteur, scénariste, poète, lyriciste et chanteur pour les groupes Offenbach, Corbeau et Corbach.

## Biographie
Fille d'un historien et d'une coiffeuse et sœur du chanteur et scénariste Pierre Harel, elle a poursuivi des études de sociologie à l'Université de Montréal. Elle fait ses premières armes en politique, en étant élue vice-présidente de l'Union générale des étudiants du Québec (UGEQ) en 1968. À ce titre, elle s'implique dans un mouvement de grève étudiante qui paralyse une quinzaine d'institutions d'enseignement postsecondaires en octobre 1968, aux côtés de Gilles Duceppe et de Claude Charron.
Au cours des années 1970, elle s'implique dans les milieux communautaires, nationalistes et féministes. Elle est membre de nombreuses coopératives, de la Société Saint-Jean-Baptiste de Montréal, de la Fédération des femmes du Québec en plus d'être responsable du dossier de la condition féminine au Centre des services sociaux de Montréal.
Elle obtient une licence en droit à l'Université de Montréal en 1977 et est admise au Barreau du Québec l'année suivante.

### Carrière politique québécoise
Militante de longue date du Parti québécois, elle occupe le poste de présidente de la région Montréal-Centre de 1974 à 1979 et celui de vice-présidente du parti de 1979 à 1981. Elle se porte candidate lors de l'élection générale de 1981 et devient députée de Maisonneuve puis d'Hochelaga-Maisonneuve à l'Assemblée nationale du Québec, un poste qu'elle occupera pendant 27 ans.
Nommée ministre par René Lévesque en septembre 1984, elle fait partie d'un groupe de sept ministres qui démissionnent en novembre de la même année, en raison de leur désaccord avec le « beau risque » proposé par René Lévesque,.
Harel est néanmoins réélue en 1985 et aux cinq élections suivantes à titre de députée d'Hochelaga-Maisonneuve. De retour au pouvoir après l'élection générale de 1994, elle se voit attribuer le ministère de l'Emploi dans les gouvernements de Jacques Parizeau et de Lucien Bouchard. Pendant ses quatre années à ce poste, elle pilote le dossier de l'équité salariale, et négocie avec le gouvernement fédéral le rapatriement des programmes dans le domaine de la main d'œuvre et la création d'Emploi-Québec et des centres locaux d'emploi.
Elle est mutée au poste de ministre des Affaires municipales et de la Métropole le 15 décembre 1998. C'est à ce titre qu'elle pilote en 2000 et 2001 le dossier des réorganisations municipales québécoises, qui a pour objectif de réduire le nombre de municipalités au Québec, répondant à un vœu exprimé par les maires des villes de Montréal, Québec, Hull, Sherbrooke, Trois-Rivières et Chicoutimi.
La réforme des structures municipales et, en particulier, la volonté de regrouper en une seule ville les 27 municipalités morcelant le territoire de l'île de Montréal est mal accueillie dans les banlieues. Après une contestation judiciaire, qui reconnait la constitutionnalité de la réforme, les nouvelles structures municipales voient le jour le 1er janvier 2002.
Moins d'un mois plus tard, elle est remplacée par André Boisclair aux Affaires municipales dans le gouvernement du nouveau premier ministre, Bernard Landry. Harel devient la première femme à occuper le fauteuil de présidente de l'Assemblée nationale du Québec, le 12 mars 2002. Le 27 mai, elle accède à la présidence de l'Assemblée parlementaire de la Francophonie, un organisme qui regroupe les élus des pays francophones.
La défaite du Parti québécois lors de l'élection générale de 2003 remet en cause une partie de la réforme des structures municipales pilotée par Harel. Le 20 juin 2004, une série de 89 référendums, institués par le gouvernement de Jean Charest redonne vie à 31 villes qui avaient été regroupées deux ans plus tôt.
Elle devient cheffe de l'opposition officielle du Québec et cheffe par intérim du Parti québécois le 6 juin 2005 après la démission-surprise de Bernard Landry. Boisclair lui succède lors de son élection comme chef du Parti québécois le 15 novembre 2005.
Puis, le 14 août 2006, le chef du parti, Boisclair, est élu député dans la circonscription de Pointe-aux-Trembles et succède donc à Harel comme chef de l'opposition officielle à l'Assemblée nationale du Québec.
Elle est défavorable à Boisclair et lui préfère Gilles Duceppe.

### Candidature à la mairie de Montréal
Sollicitée depuis son départ de la vie politique québécoise, Harel hésite longtemps avant de se porter candidate à la mairie de Montréal, une décision qu'elle annonce le 3 juin 2009. Dans une entrevue qu'elle accorde au quotidien Le Devoir, une semaine avant d'annoncer sa décision, elle soutient que la ville de Montréal est devenue « dysfonctionnelle ». Selon Harel, l'opération de fusion de 2002 qu'elle a pilotée en tant que ministre des Affaires municipales dans le gouvernement de Bernard Landry, n'est pas en cause dans les problèmes de la métropole québécoise. Le problème se situerait plutôt du côté du déséquilibre entre la ville-centre et les arrondissements qui est créé par les modifications apportées à la Charte de la Ville de Montréal, demandées par Gérald Tremblay et introduites en 2003 par le gouvernement Charest. De plus, Harel s'oppose avec véhémence à la collusion et à la corruption qui régnent au sein de l'administration municipale, notamment dans l'attribution du contrat des compteurs d'eau.
L'annonce d'Harel suscite des réactions diamétralement opposées dans la presse francophone et dans celle de la minorité anglophone de la métropole québécoise. The Gazette publie un éditorial affirmant que la candidature d'Harel est une bonne nouvelle pour le maire sortant, Gérald Tremblay, et comparant l'ancienne ministre à Maurice « Mom » Boucher, chef des motards criminalisés emprisonné à perpétuité pour meurtre. Le ton est nettement différent dans la presse francophone, qui souligne les handicaps de la candidate (un anglais boiteux, sa longue association avec le mouvement souverainiste tandis que presque tout l'électorat minoritaire anglophone est fédéraliste et son rôle dans les fusions municipales de 2002) mais affirme qu'elle représente une adversaire redoutable pour l'administration du maire sortant,.
Arrivée deuxième à l'élection de novembre 2009, elle siège à titre de cheffe de l'opposition officielle. Aux élections municipales de 2013, elle se présente comme candidate au poste de conseillère du district de Sainte-Marie dans l'arrondissement de Ville-Marie. Elle a terminé deuxième derrière Valérie Plante de Projet Montréal.

## Responsabilités politiques
- Gouvernement René Lévesque

– Ministre des Communautés culturelles et de l'Immigration (25 septembre 1984 - 27 novembre 1984)
- Gouvernement Jacques Parizeau

– Ministre d'État à la Concertation et ministre de l'Emploi (26 septembre 1994 - 29 janvier 1996)
– Ministre responsable de l'Immigration et des Communautés culturelles (3 novembre 1995 - 29 janvier 1996)
- Gouvernement Lucien Bouchard

– Ministre d'État de l'Emploi et de la Solidarité et ministre de la Sécurité du revenu (29 janvier 1996 - 25 juin 1997)
– Ministre de l'Emploi et de la Solidarité (autrefois Sécurité du revenu) (25 juin 1997 - 15 décembre 1998)
– Ministre des Affaires municipales et de la Métropole et ministre responsable des Aînés (15 décembre 1998 - 8 mars 2001)
- Gouvernement Bernard Landry

– Ministre des Affaires municipales et de la Métropole (8 mars 2001 - 30 janvier 2002)
– Présidente de l'Assemblée nationale (12 mars 2002 - 4 juin 2003)
- Gouvernement Jean Charest (libéral)

– Cheffe de l'opposition officielle (6 juin 2005 - 14 août 2006)
- Ville de Montréal

– Cheffe de l'opposition officielle (1er novembre 2009 - 2013)

## Faits divers
- Elle fut la première femme à occuper le poste de présidente de l'Assemblée nationale du Québec et la première femme présidente de l’Assemblée des parlementaires de la francophonie (APF) 2002-2003
- Officière de l'Ordre national du Québec 2019
- Reçue grand-croix de l'ordre de la Pléiade le 17 mars 2004
- Médaille de l'Assemblée nationale 2005[21]
- Médaille d'honneur de l'Assemblée nationale 2006[22]
- Médaille d’honneur de l’Assemblée nationale 2014[22]
- Prix René-Chaloult de l'Amicale des anciens parlementaires du Québec 2015
- Première récipiendaire du Prix Distinction de l’Association des diplômés en Droit de l’Université de Montréal 2016
- Prix Hommage Congrès maghrébin 2016